# 1335 Demoulina
Az 1335 Demoulina (ideiglenes jelöléssel 1934 RE) a Naprendszer kisbolygóövében található aszteroida. Karl Wilhelm Reinmuth fedezte fel 1934. szeptember 7-én, Heidelbergben.